# Christian Lauranson-Rosaz
Pour les articles homonymes, voir Rosaz.
Christian Lauranson-Rosaz, né le 10 janvier 1952 à Autun et mort le 1er avril 2016 à Tence, est un historien français du droit, spécialiste du haut Moyen Âge.

## Biographie
Étudiant, assistant puis maître de conférences à l'université Jean-Monnet-Saint-Étienne (1985-1995), Christian Lauranson-Rosaz exerce ensuite à l'université Clermont I (1996-2002), avant de devenir professeur agrégé d'histoire du droit à l'université Jean-Moulin-Lyon-III de 2002 à 2015.
Il meurt le 1er avril 2016 dans un accident de la circulation à Tence,.

## Recherches
Ses recherches portent sur le premier Moyen Âge (Ve – XIe siècles), pour lequel il a étudié les « droits intermédiaires », les élites aristocratiques et les féodalités, l'Église, le droit canonique et les ordres religieux.
Docteur en histoire du droit de l'université Paris-Nanterre, sa thèse, dirigée par Jean-Pierre Poly, a porté sur L’Auvergne et ses marges (Velay, Gévaudan) du VIIIe au XIe siècle : la fin du monde antique ?. Il y démontre la survivance/permanence des valeurs du Bas-Empire, tant en ce qui concerne le droit et les institutions que les structures socio-économiques, la culture et les mentalités, et le bouleversement qu’elles connaissent autour de l’an Mil, bouleversement occasionné par la fameuse « mutation féodale ».

## Publications
Liste non-exhaustive.
- L'Auvergne et ses marges (Velay, Gévaudan) du VIIIe au XIe siècle : la fin du monde antique ?, thèse de doctorat soutenue en 1984, Le Puy-en-Velay, Les Cahiers de la Haute-Loire, 1987, 494 p. (lire en ligne)
- « La paix des montagnes : les origines auvergnates de la paix de Dieu », in Maisons de Dieu et hommes d’Église, Saint-Étienne, 1992, p. 289-333.
- « Le roi et les grands dans l'Aquitaine carolingienne », in La royauté et les élites laïques et ecclésiastiques dans l’Europe carolingienne (du début du IXe siècle aux environs de 920), actes du colloque de Lille 3, 20-22 mars 1997, 1998, p. 409–436
- « Le débat sur la « mutation féodale » : état de la question », in Scienza & Politica, Bologne, 2002, no 26, p. 3-24.
- « L'abbaye de Saint-Michel de la Cluse et le Midi de la Gaule, Xe – XIIIe siècles », dans, sous la direction de Frederi Arneodo, Paola Guglielmotti, dans Attraverso le Alpi : S. Michele, Novalesa, S. Teofredo e altre reti monastiche atti del Convegno internazionale di studi, Cervére-Valgrana, 12-14 marzo 2004, Edipuglia, 2008, p. 39-61,  (ISBN 978-88-7228-535-0) (lire en ligne)
- De l’ancienne à la nouvelle noblesse : les milites du XIe siècle vellave : in Cahiers de la Haute-Loire 2005, Le Puy-en-Velay, Cahiers de la Haute-Loire, 2005
- Mémoires des origines et stratégies de légitimation du pouvoir, Actes du Colloque de Lyon 3, décembre 2013 https://univ-droit.fr/recherche/actualites-de-la-recherche/parutions/35771-memoires-des-origines-et-strategies-de-legitimation-du-pouvoir